# Franz Brand (Politiker)
Franz Brand (* 18. Januar 1887 in Wienerwald, Niederösterreich; † 1. Dezember 1968 in Wiener Neustadt, Niederösterreich) war ein österreichischer Politiker (SPÖ).

## Leben
Franz Brand war Arbeiter, der nach dem Besuch der Volksschule den Beruf des Drehers erlernte. Im Lauf seines Berufslebens war er jedoch auch in der Landwirtschaft tätig oder arbeitete in einer metallverarbeitenden Fabrik.
Schon früh engagierte er sich in der Gewerkschaft, wurde zum Sekretär der Freien Gewerkschaft der Metallarbeiter gewählt oder fungierte in der Zweiten Republik als Bezirkssekretär des ÖGB für den Bezirk Wiener Neustadt.
Sein erstes politisches Mandat bekleidete Brand ab 1919, als er in den Gemeinderat von Wiener Neustadt einzog. Er blieb bis zum Jahr 1934 Gemeinderatsmitglied. Während der Zeit des Nationalsozialismus wurde Brand zunächst von Mai bis Dezember 1934 interniert und musste im Juli 1944 erneut für kurze Zeit eine Haftstrafe verbüßen.
1946 wurde Brand zum Vizebürgermeister von Wiener Neustadt gewählt. Er blieb in dieser Funktion bis 1960.
Von Februar 1952 bis Juni 1959 saß er als Mitglied im Bundesrat in Wien.